# Ewa Strömberg
Pour les articles homonymes, voir Strömberg.
Ewa Strömberg, née le 13 janvier 1940, et décédée le 24 janvier 2013, est une actrice suédoise qui a d'abord tourné dans son pays d'origine avant de faire carrière en Allemagne. Elle s'est fait connaître en 1971 avec le film Vampyros Lesbos de Jess Franco.

## Biographie
Ewa Strömberg fait ses premiers pas au cinéma en Suède, apparaissant dans quelques rôles secondaires entre 1959 et 1967.
C'est en Allemagne que la Suédoise fait l'essentiel de sa carrière. Elle tourne le plus souvent dans des films d'exploitation qui font la part belle aux héroïnes sexys. On la voit dans trois films d'horreur signés Alfred Vohrer (College Girl Murders en 1967, The Zombie Walk en 1968 et The Man with the Glass Eye en 1969) ainsi que dans des comédies érotiques au goût du jour (Erotik auf der Schulbank en 1968, Virgin Wives et Wedding Night Report en 1972),. Elle fait la couvertures de plusieurs magazines à travers l'Europe.
Elle tourne sous la direction de vétérans du cinéma allemand comme Wolfgang Staudte (Heimlichkeiten, 1968) ou Robert Siodmak. Son rôle de Rauthgundis dans le diptyque Pour la conquête de Rome (1968) lui permet de travailler aux côtés d'Orson Welles, de Sylva Koscina ou de sa compatriote Harriet Andersson. Elle fait aussi quelques apparitions sur le petit écran mais ne parvient pas à sortir durablement du cinéma de genre.
Sa collaboration avec Jess Franco lui permet d'accéder au rang de vedette du cinéma bis. Le cinéaste espagnol l'emploie à cinq reprises lui faisant notamment partager la vedette de son Vampyros Lesbos (1971) avec sa brune égérie Soledad Miranda.

## Filmographie

### Cinéma
- 1959 : Ryttare i blått, de Arne Mattsson :
- 1959 : Les Blousons dorés (Raggare!) de Olle Hellbom : une fille au restaurant
- 1963 : Il Diavolo (L'Amour à la suédoise), de Gian Luigi Polidoro
- 1965 : Ett sommaräventyr (Anna, My Darling), de Håkan Ersgård : Kristina, le modèle photo
- 1966 : Brille und Bombe - Bei uns liegen Sie richtig!, de Franz-Otto Krüger : la Suédoise
- 1967 : Mördaren - en helt vanlig person, de Arne Mattsson : Pia
- 1967 : Le Moine au fouet (Der Mönch mit der Peitsche -- College Girl Murders) d'Alfred Vohrer : Pam Walsbury
- 1968 : Im Banne des Unheimlichen (La Vengeance du scorpion d'or -- The Zombie Walks), d'Alfred Vohrer : l'employée de la librairie
- 1968 : Erotik auf der Schulbank, sketch Fantasie de Eckhart Schmidt : Mademoiselle Horn, professeur d'anglais
- 1968 : Heimlichkeiten, de Wolfgang Staudte : Britta
- 1968 : Pour la conquête de Rome I (Kampf um Rom I - La calata dei Barbari - The Last Roman) de Robert Siodmak : Rauthgundis
- 1969 : Pour la conquête de Rome II (Kampf um Rom II - Der Verrat) de Robert Siodmak : Rauthgundis
- 1969 : Der Mann mit dem Glasauge (L'Homme à l'œil de verre), de Alfred Vohrer : Doris
- 1969 : Die Hochzeitsreise (de) (The Wedding Trip), de Ralf Gregan : Kay
- 1971 : Vampyros Lesbos, de Jess Franco : Linda Westinghouse
- 1971 : Crimes dans l'extase (Sie tötete in Ekstase) de Jesús Franco : Dr Crawford
- 1971 : Der Teufel kam aus Akasava (Le diable vient d'Akasava -- The Devil Came from Akasva), de Jess Franco : Ingrid Thorrsen
- 1971 : X 312 - Vol pour l'enfer (lb) (X 312 – Flug zur Hölle -- X312 - Flight to Hell), de Jess Franco : Mme Wilson
- 1972 : Dr. M schlägt zu (de) (La Vengeance du docteur Mabuse), de Jess Franco : Jenny
- 1972 : Zum zweiten Frühstück: Heiße Liebe (Virgin Wives), de Hubert Frank : Grüne Witwe
- 1972 : Hochzeitsnacht-Report (Bacchanales pour nuits de noces -- Wedding Night Report), de Hubert Frank : Bertha

### Télévision
- 1964 : Meine Nichte Susanne, téléfilm de Thomas Engel : Josefine
- 1965 : En historia till fredag, mini-série de Åke Falck (en) : la jeune fille sous le marronnier
- 1966 : Wie lernt man Mädchen kennen...?, téléfilm de Rainer Bertram :
- 1971 : Dänemark: Die alte Liebe, épisode de la série Familie Werner auf Reisen : Leena Holmgrän
- 1974 : Der 7. Kanal, épisode de la série Hamburg Transit : Lil